# Hemsleya kunmingensis
Hemsleya kunmingensis är en gurkväxtart som beskrevs av H.T.Li och D.Z.Li. Hemsleya kunmingensis ingår i släktet Hemsleya och familjen gurkväxter. Inga underarter finns listade i Catalogue of Life.